# قلة رأس المال

## أسباب قلّة رأس المال
تنجم قلّة رأس المال عادةً عن تخطيط ماليٍّ فاسد. ومع هذا، قد تعاني بعض الشركات الفاعلة من صعوبةً في رفع رأس المال الكافي في فترات التراجع الاقتصادي أو في دولة تضع قيودًا على الاستثمار في رأس المال.
ترجع قلة رأس المال إلى أسباب عديدة، منها:
- زيادة تمويل رأس المال قصير المدى، بدلًا من الطويل المدى
- الإخفاق في الحصول على قرض بنكيّ في وقت حرج
- الإخفاق في الحصول على التأمين ضد مخاطر العمل المتوقعة
- الظروف الصعبة في الاقتصاد الكلّيّ

قد يهيّئ المحاسبون التمويل بشكل يقللون فيه الربح، من ثمّ يقللون الضرائب. مع نموّ العمل، ينتج هذا الأسلوب نتائجَ عكسيّة (فان هورن 2006) كثيرًا ما تطلب الشركات النامية قرضًا بنكيًّا بهدف الحصول على مراجعة لنظامهم الكامل في المحاسبة.